# Малашково (Курська область)
Малашково (рос. Малашково) — хутір в Мантуровському районі Курської області Російської Федерації.
Населення становить 16 осіб. Входить до складу муніципального утворення Мантуровська сільрада.

## Історія
Населений пункт розташований на території українського етнічного та культурного краю Східна Слобожанщина.
Від 2004 року входить до складу муніципального утворення Мантуровська сільрада.

## Населення
| 2002 | 2010 |
| ---- | ---- |
| 32   | ↘16  |